# Hilde Krahl

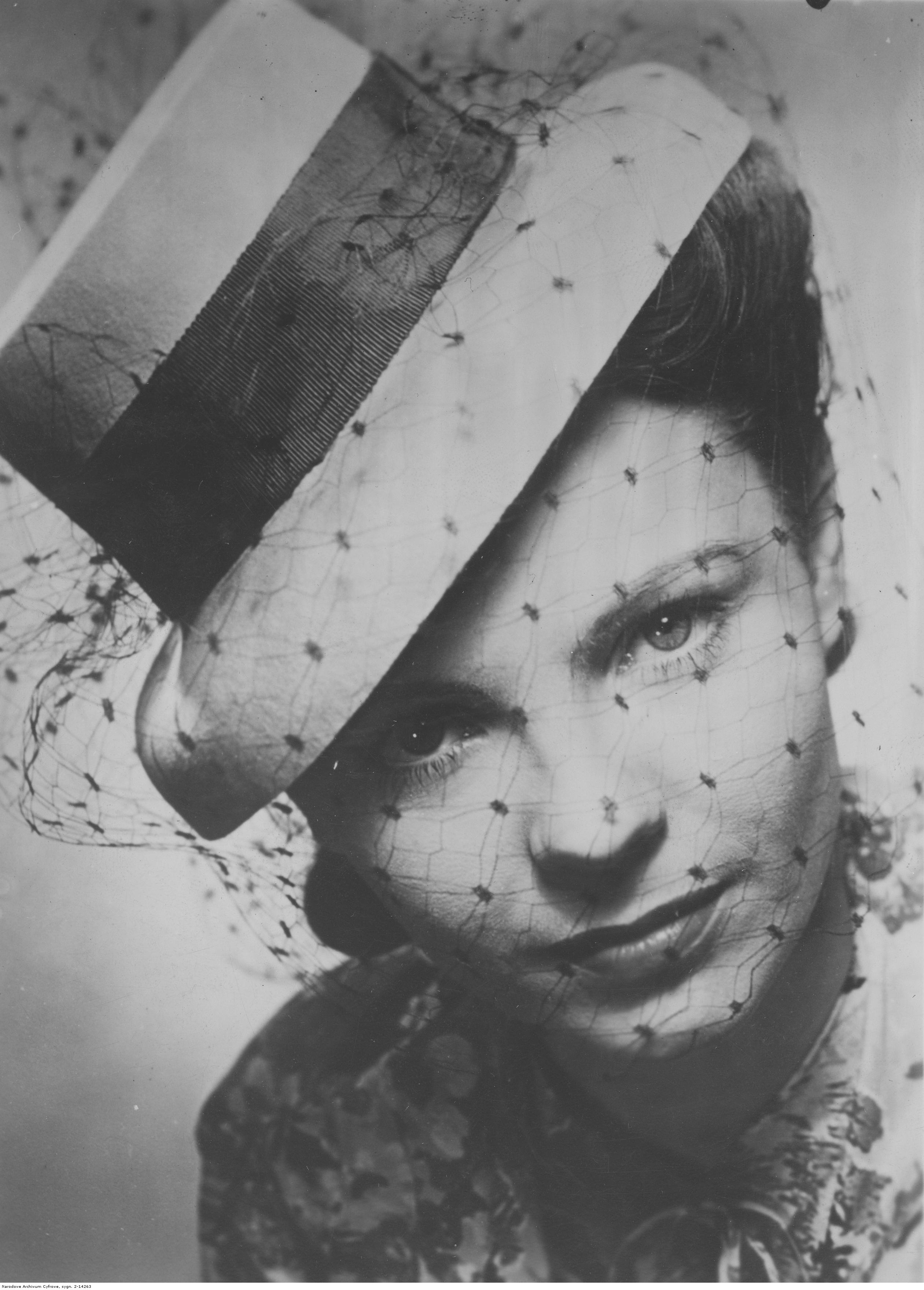
Hilde Krahl

Hilde Krahl, verheiratete Liebeneiner, geborene Hildegard Kolačný (* 10. Jänner 1917 in Brod a. d. Save, Österreich-Ungarn; † 28. Juni 1999 in Wien), war eine österreichische Schauspielerin.

## Leben
Hildegard Kolačný kam als Tochter des Eisenbahningenieurs Alois Kolačný und seiner Ehefrau Paula, geb. Kolb zur Welt. Nach der Matura 1935 in Wien absolvierte sie 1936 die Schauspielschule Lambert-Offer. Hilde Krahl debütierte 1936 auf der Wiener Kleinkunstbühne Literatur am Naschmarkt. Es folgten Auftritte im Raimund-Theater und an der Scala Wien. Die nächste Station war das Theater in der Josefstadt, dem sie von 1936 bis 1966 angehörte. Von 1938 bis 1944 stand sie auch am Deutschen Theater in Berlin sowie von 1945 bis 1954 bei den Hamburger Kammerspielen auf der Bühne. An vielen Theatern gab sie Gastspiele, darunter häufig am Wiener Burgtheater.

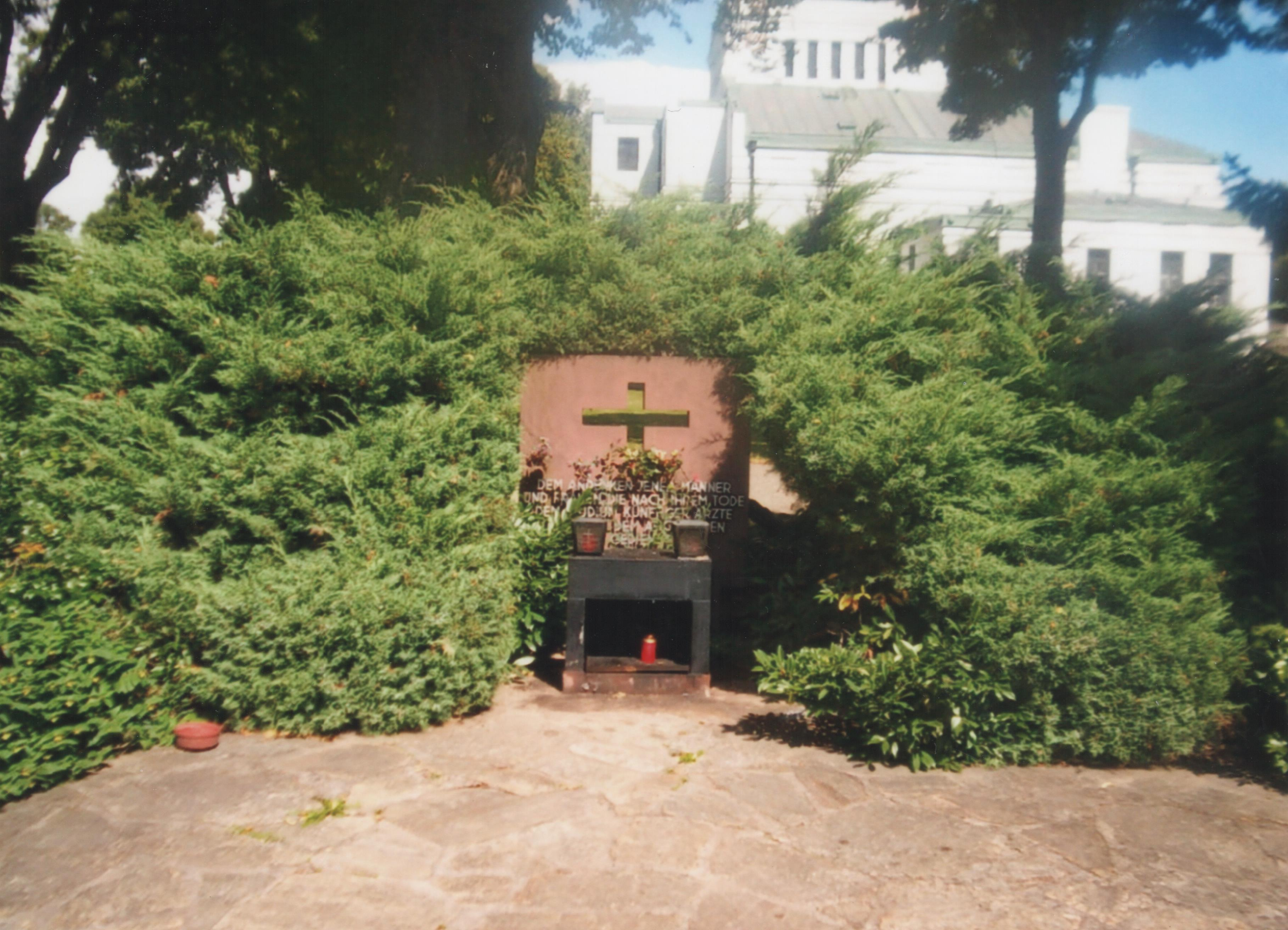
Gedenkstätte der Anatomie

Neben dem Theater gehörte auch das Kino zu ihrem Tätigkeitsbereich. 1936 trat sie erstmals in dem Film Die Puppenfee auf. Weitere Filme folgten, am erfolgreichsten wurde die Verfilmung von Alexander Puschkins Erzählung Der Postmeister, als sie im gleichnamigen Film mit Heinrich George (1940) dessen Tochter Dunja darstellte. Sie stand 1944 in der Gottbegnadeten-Liste des Reichsministeriums für Volksaufklärung und Propaganda.
Krahl, die 1938 den Anschluss Österreichs an das Deutsche Reich öffentlich begrüßte, setzte nach dem Krieg ihre Karriere fort. Sie erhielt Engagements an zahlreichen Theatern und tragende Rollen in Filmen, wobei sie oft in charakterlich widersprüchlichen Rollen eingesetzt wurde. Besonders eindrucksvoll war ihre Darstellung Bertha von Suttners, der ersten Friedensnobelpreisträgerin, in Herz der Welt (1952). Später trat sie auch im Fernsehen auf, unter anderem in der Serie Die liebe Familie.
Aus der 1944 geschlossenen Ehe mit dem Regisseur Wolfgang Liebeneiner stammt die Tochter Johanna Liebeneiner, die ebenfalls Schauspielerin ist.
Hilde Krahl überließ ihren Körper der Wissenschaft. Gedenkstätte der Anatomie am Wiener Zentralfriedhof. Ein Gedenkstein befindet sich auf dem Ostfriedhof in München.
Ihr schriftlicher Nachlass befindet sich im Archiv der Akademie der Künste in Berlin.

## Filmografie
- 1936: Die Puppenfee
- 1936: Mädchenpensionat
- 1936: Lumpacivagabundus
- 1937: Serenade
- 1938: Gastspiel im Paradies
- 1938: Der Hampelmann
- 1939: Die barmherzige Lüge
- 1939: Der Weg zu Isabel
- 1940: Donauschiffer
- 1940: Der Postmeister
- 1940: Herz modern möbliert
- 1941: Komödianten
- 1941: Das andere Ich
- 1942: Anuschka
- 1942: Meine Freundin Josefine
- 1943: Großstadtmelodie
- 1944: Träumerei
- 1944/49: Das Gesetz der Liebe
- 1945: Das Leben geht weiter (unvollendet)
- 1949: Liebe 47
- 1949: Schatten der Nacht
- 1950: Meine Nichte Susanne
- 1950: Wenn eine Frau liebt
- 1951: Das Tor zum Frieden
- 1951: Weiße Schatten
- 1951: Der Weibsteufel
- 1952: Herz der Welt
- 1952: 1. April 2000
- 1953: Zwiespalt des Herzens (Die Venus vom Tivoli)
- 1954: Hochstaplerin der Liebe
- 1954: Die Mücke
- 1954: Ewiger Walzer
- 1955: Kinder, Mütter und ein General
- 1955: Eine Frau genügt nicht?
- 1955: Geheimnis einer Ärztin
- 1955: Nacht der Entscheidung
- 1956: Mein Vater, der Schauspieler
- 1958: Schwester Bonaventura (TV)
- 1960: Das Glas Wasser
- 1961: Die Marquise von Arcis (TV)
- 1961: Schweyk im 2. Weltkrieg (TV)
- 1962: 90 Minuten nach Mitternacht
- 1962: Heute kündigt mir mein Mann
- 1962: Der Schlaf der Gerechten (TV)
- 1964: Kolportage (TV)
- 1965: Sodom und Gomorrha (TV)
- 1966: Der Trauschein (TV)
- 1967: Der Kaktusgarten (TV)
- 1968: Die Rivalin (TV)
- 1969: Duett im Zwielicht (TV)
- 1971: Liliom (TV)
- 1971: Aus Mangel an Beweisen (TV)
- 1973: Vier Fenster zum Garten (TV)
- 1976: Derrick – Ein unbegreiflicher Typ (TV-Serie)
- 1977: Begegnung im Herbst (TV)
- 1980–1993: Die liebe Familie (TV-Serie)
- 1980: Ein heiliger Abend (TV)
- 1981: Wunschloses Glück (TV)
- 1990–1991: Wie gut, daß es Maria gibt (TV-Serie)
- 1991: Savannah Bay (TV)
- 1992: Der Fotograf oder das Auge Gottes (TV-Serie)
- 1996: Bruder Esel (TV-Serie)

## Hörspiele (Auswahl)
- 1959: Anton Tschechow: Der Bär. (Helene Iwánowna Pópowa) – Regie: Rolf von Goth (SFB)
- 1967: Herbert Eisenreich: Wovon wir leben und woran wir sterben (Karin) – Regie: Ferry Bauer (Original-Hörspiel – ORF Wien)
- 1969: Felicie Rotter: Licht auf den Flügeln der Schwalbe – Regie: Ferry Bauer (ORF Oberösterreich)
- 1987: Adolf Schröder: Katzengeschrei – Regie: Ernst Jacobi

## Auszeichnungen
- 1949: Leopard als Beste Darstellerin beim Internationalen Filmfestival von Locarno für Liebe 47
- 1961: Filmband in Gold als Beste Hauptdarstellerin für Das Glas Wasser
- 1964: Kainz-Medaille für herausragende Leistungen an Wiener Bühnen
- 1965: Goldener Bambi
- 1966: Großer Hersfeld-Preis
- 1973: Goldener Rathausmann Wien
- 1980: Filmband in Gold für langjähriges und hervorragendes Wirken im deutschen Film
- 1983: Josef-Kainz-Medaille für herausragende Leistungen an Wiener Bühnen
- 1983: Großes Verdienstkreuz des Verdienstordens der Bundesrepublik Deutschland